# Tractat internacional
Un tractat internacional és qualsevol acord entre dos o més estats sobirans (o altres subjectes de dret internacional), sotmès al dret internacional i que crea una obligació jurídica per a aquests. Són regulats per la Convenció de Viena del 23 de maig de 1969. Les etapes normals d'un tractat són la negociació, l'adopció del text, l'autenticació del text, la firma i la ratificació i publicació del tractat.
Els tractats internacionals solen concloure amb l'intercanvi de notes durant el que s'intercanvien entre estats sobirans, les notes amb què es declaren els punt de l'acord internacional.
Sovint es tracta d'una nota verbal, o nota firmada que remet el cap de missió de l'estat acreditant al ministre de relacions exteriors de l'estat receptor, o viceversa, en la qual proposa un acord, i que és resposta per una altra nota firmada d'aquest en la qual (sovint reproduint el text de la primera) es manifesta la conformitat.
Per a la conclusió d'un canvi de notes és necessari complir tots els tràmits exigits per a la conclusió d'un tractat. Per això pot ser necessària l'obtenció prèvia de l'aprovació corresponent del poder legislatiu o del poder executiu i en el seu cas complir el requisit de la seva ratificació. Tanmateix, l'usual és utilitzar els canvis per a matèries que permetin una ràpida o més simplificada tramitació interna.

## Tractats no vàlids
Hi ha diverses raons per les quals un tractat altrament vàlid i acordat pot ser rebutjat com un acord internacional vinculant, la majoria de les quals comporten problemes originats en la formació del tractat. Per exemple, els successius tractats entre el Japó i Corea de 1905, 1907 i 1910 van ser protestats; i es van confirmar com "ja nuls i sense efecte" en el Tractat de Relacions Bàsiques entre el Japó i la República de Corea de 1965.

## Tractats destacables
- Tractat de Gènova
- Pacte de Ceret